# LUIS GTS Elektro
Der GTS Elektro ist ein Elektroroller, der seit 2009 vom Importeur und Markengeber Luis Motors (Hamburg) in Deutschland verkauft wird. Anfangs wurde der Elektroroller in China gefertigt, im Jahr 2010 wurde die Produktion jedoch aufgrund von Fertigungsmängeln nach Europa verlagert. Der Anschaffungspreis liegt etwa bei 2.000 Euro.

## Technik
Der Antrieb des Elektrorollers erfolgt über einen Radnabenmotor an der Hinterachse, der von Bleigelakkus mit einer Reichweite von bis zu 80 Kilometern versorgt wird. Das Bremssystem ist so konzipiert, dass eine Energierückgewinnung möglich ist. Die Ladezeit der Akkus beträgt vier bis sechs Stunden (je nach Außentemperatur), sie müssen nach 10.000 bis 30.000 Kilometern getauscht werden. Der Roller ist 154 kg schwer, die Höchstgeschwindigkeit liegt bei 45 km/h (elektronisch abgeregelt). Er ist für zwei Personen zugelassen.